# Corona (Kalifornia)
Corona (jelentése spanyolul: korona) város az Amerikai Egyesült Államokban, Kaliforniában, Riverside megyében. A 2010-es népszámlálás szerint lakossága 152.374 fő volt, több mint a 2000-ben mért 124.966 fő. Északon és északkeleten Norco és Riverside északnyugaton Chino Hills és Yorba Linda települések, délnyugaton a Cleveland nemzeti erdő és a Santa Ana-hegység, a többi irányból pedig Riverside megye egyes részei határolják. Corona Los Angelestől 77 km-re délkeletre, San Diegótól 153 km-re észak-északnyugatra fekszik.
Corona a Dél-Kalifornia nyugati szélén húzódó Inland Empire régióban fekszik. A várost "Circle City" néven is ismerik, mert a Grand Boulevard 4,8 km hosszú, teljesen kerek kialakítású körgyűrűje veszi körbe a belvárost. Corona az Inland Empire régió leginkább lakóövezeti városa, de az északi részén található egy ipari terület is. Olyan cégeknek van itt a központja, mint a Fender Musical Instruments Corporation, a Monster Beverage Corporation, és a Saleen szuperautó gyár.

## Története

### Etimológia
A Corona név a korona vagy koszorú jelentésű spanyol szó megfelelője. Eredeti neve South Riverside volt, amivel az itteni lakosok meg akarták különböztetni lakhelyüket az északra fekvő, nagyobb Riverside-tól. Mikor várossá vált, több névlehetőség is felmerült. Azért a Coronára esett a választás, mert a város egyik büszkesége az egy mérföld átmérőjű körgyűrű, ami a város központját vette körbe.

### Kezdeti évek
Coronát 1886-ban a dél-kaliforniai citrus boom csúcsán alapították a Santa Ana-folyó kanyonjának felső részén, a Santa Ana-hegység egyik fontos átjárójánál. Corona egykor a „világ citrusfővárosa” volt. A helyi múzeumban látható, milyen hatása volt a citromnak a helyi gazdaságra. A város a „Kerek Város” nevet onnét kapta, hogy egyedi az utcáinak az elrendezése. A várost a kör alakú Grand Boulevard veszi körbe, melynek hossza 4,43 km volt. Az utcák elrendezését Hiram Clay Kellogg mérnök tervezte Anaheimben, aki Orange megye egyik igen befolyásos alakja volt.
Corona városát a South Riverside Land and Water Company hozta létre. A céget 1886-ban alapították, alapítói között pedig ott volt Iowa volt kormányzója, Samuel Merrill, R.B. Taylor, George L. Joy, A.S. Garretson, és Adolph Rimpau is. Az eredetileg citrustermesztők szervezeteként indult csoport megvette Bernardo Yorba Rancho La Sierra területét és a Rancho Temescal területét is, és itt alakították ki South Riverside-ot. Megszerezték ezen kívül a Temescal-patak vízhasználati jogait is, ezen felül használhatták az abba futó patakok vizét és a Lee Lake-et. Innét gátakon és csővezetékeken keresztül jutott a víz a kolóniához. 1889-ben létrejött a Temescal Water Company, hogy biztosítsa az új kolónia vízellátását. Ez a cég megvette a Temescal-völgy összes vízzel borított részét és artézi kutakat kezdett rajta fúrni.
Az eredetileg San Bernardino megyében fekvő várost "South Riverside"-nak nevezték és ezen a néven 1887. május 27-én vagy augusztus 11-én nyitották meg a postahivatalt. A város első postamestere Charles H. Cornell lett. 1893-ban South Riverside az új Riverside megye része lett. 1896-ban a város új nevet kapott, ami "Corona" lett a kör alakú Grand Boulevard miatt, ahol három nemzetközi autóversenyt is rendeztek 1913-ban, 1914-ben és 1916-ban.

### XX. század
Corona városa népszerű volt a hírességek között, akiket a Los Angeleshez való relatív közelsége és előkelő területei vonzottak a helyszínre. Lucille Ball és Desi Arnaz sok időt töltött a ranchokon, amelyeket Corona északi részén alakítottak ki. Eközben gyakran golfoztak a Cresta Verde Golf Course-nál a város északkeleti részében. Válásuk után Mr. Arnaz Coronában maradt.
Az elmúlt években Corona az „Indián Birodalom bejárataként” lett híres. Az 1980-as évek előtt a város leginkább mezőgazdasággal foglalkozott, sok helyen termesztettek citrusokat, sok birtok volt a környéken és sokan foglalkoztak a tejiparral is. Los Angeles és Orange megyékben nagyon megnőttek az ingatlanok árai, így a terület egyre inkább vonzotta a fejlesztőket és az iparosokat, így az 1990-es évekre Corona Los Angeles elővárosa lett.
Az itt lakást egyre népszerűbbé tette, hogy Corona elérhető volt az SR 91-es úton keresztül, és sok család Orange megyéből ide költözött, mert nagyobb, de ugyanakkor megfizethető házakat találtak a városban. A közeli SR 71 megépítése összekötötte Coronát a Pomona és a San Gabriel völgyekkel. Corona jelentős növekedése miatt megnőtt a forgalom is, így szükségessé vált a 91-es ingyen igénybe vehető út mellett fizetős utat is építeni, azzal párhuzamosan. Emellett az államközi 15-ös úttal is terveznek párhuzamos fizetős utat építeni és tárgyalások vannak egy 18 km hosszú autóút és vasúti alagút építéséről, mely a Santiago-csúcs alatt halad át és a Coronában lévő 15-ös államközi utat kötné össze az 5-ös államközi úttal és Orange megyében az SR 55-tel, így csökkenne a ingázó forgalom a túlzsúfolt 91-es ingyen használható úton.
2002-ben a város vezetése megfontolta, hogy leválik Riverside megyéről, és egy külön megyét alakít Corona megye néven, mert a vezetés és több helybéli is elégedetlen volt azzal, ahogy a szolgáltatásokat kezelték a környező területeken. Az ötletet még az olyan déli városok is támogatták, mint Murrieta. Azt nem lehet tudni, hogy a közeli települések, mint Norco bent lennének-e az új megyében. A tervezett megyének a következők lennének a szomszédai: északnyugaton San Bernardino megye és Orange megye nyugaton, de az ötletből nem lett semmi.

### Történelmi emlékhelyek
| Név                    | Elhelyezés dátuma | Leírás                                                       | Helyszín                       | Elhelyezte                                                 |
| ---------------------- | ----------------- | ------------------------------------------------------------ | ------------------------------ | ---------------------------------------------------------- |
| Butterfield Állomás    | 1934              | Először 1858-ban használták                                  | 20730 Temescal Canyon Road     | Corona Woman's Improvement Club                            |
| Corona alapítók szobra | 1936              | 1886. május 4-én vásárolták meg a földet                     | Corona City Park               | 20-30 Club of Corona                                       |
| Régi Temescal út       | 1959              | Luiseno és Gabrieleno indiánok és korai fehér telepesek útja | 20 km-re délre a 71-es főúttól | Corona Woman's Improvement Club and State Park Commission  |
| Festett szikla         | 1927. május 4.    | Indián piktográfia                                           | Old Temescal Canyon Road       | Corona Woman's Improvement Club                            |
| Third Serrano Adobe    | 1981              | Josefa Serrano, Leandro özvegyének a tulajdona               | I-15 és Old Temescal Road      | E Clampus Vitus, Hydro Conduit Corp., Phil Porretta family |
| Serrano Tanning Vats   | 1981              | épült 1819-ben                                               | I-15 és Old Temescal Road      | E Clampus Vitus, Hydro Conduit Corp., Phil Porretta family |

## Fordítás
Ez a szócikk részben vagy egészben  a   Corona (California) című angol Wikipédia-szócikk fordításán alapul.  Az eredeti cikk szerkesztőit annak laptörténete sorolja fel. Ez a jelzés csupán a megfogalmazás eredetét és a szerzői jogokat jelzi, nem szolgál a cikkben szereplő információk forrásmegjelöléseként.